# Odontopsammodius armaticeps
Odontopsammodius armaticeps är en skalbaggsart som beskrevs av Henry Clinton Fall 1932. Odontopsammodius armaticeps ingår i släktet Odontopsammodius och familjen Aphodiidae. Inga underarter finns listade i Catalogue of Life.